# Juan Carlos Huaygua Oropeza
Juan Carlos Huaygua Oropeza OP (* 11. Juni 1972 in La Paz) ist ein bolivianischer Ordensgeistlicher und römisch-katholischer Bischof von Coroico.

## Leben
Juan Carlos Huaygua Oropeza trat in das Priesterseminar in Santa Cruz de la Sierra ein und studierte Philosophie und Theologie. Nach dem Abschluss mit dem Bachelor trat er dem Dominikanerorden bei, absolvierte das Noviziat in Chiquinquirá in Kolumbien und legte am 9. Juli 1997 die erste Profess ab. Das Sakrament der Priesterweihe empfing er am 31. Januar 2003.
Neben verschiedenen Aufgaben in der Pfarrseelsorge war er Rektor des Diözesanheiligtums Unbefleckte Empfängnis des Erzbistums Santa Cruz de la Sierra in Cotoca. Vor seiner Ernennung zum Bischof war er zuletzt seit 2022 Pfarrer der Pfarrei Santo Domingo in Santa Cruz de la Sierra.
Am 3. Dezember 2022 ernannte ihn Papst Franziskus zum Bischof von Coroico. Die Bischofsweihe spendete ihm der scheidende Apostolische Nuntius in Bolivien, Erzbischof Angelo Accattino, am 31. Januar des folgenden Jahres in der Kathedrale von Coroico. Mitkonsekratoren waren sein Amtsvorgänger Juan Vargas Aruquipa und der emeritierte Erzbischof von Cochabamba, Tito Solari Capellari SDB.